# Cylinderrosor
Cylinderrosor (Ceriantharia) är en ordning av koralldjur som främst förekommer i tropiska och subtropiska hav, men även finns representerad med några arter i tempererade hav, som stor cylinderros (Pachycerianthus multiplicatus). Cylinderrosor är solitära koralldjur som lever i rör på mjukbottnar och fångar plankton och andra små vattenlevande organismer med hjälp av sina långa, svepande tentakler. Till det yttre kan cylinderrosor genom sina långa tentakler ofta påminna något om havsanemoner, men cyllinderrosor och havsanemoner är inte närmare släkt med varandra.
Det är bara den övre delen av cylinderrosornas rör som är synligt ovanför botten, det mesta av djurets rör dölj av sediment. Om en cylinderros oroas drar djuret in tentaklerna och försvinner ner i röret. Tentaklerna hos cylinderrosor är av två olika sorter, en yttre krans av längre tentakler och en inre krans av kortare tentakler.

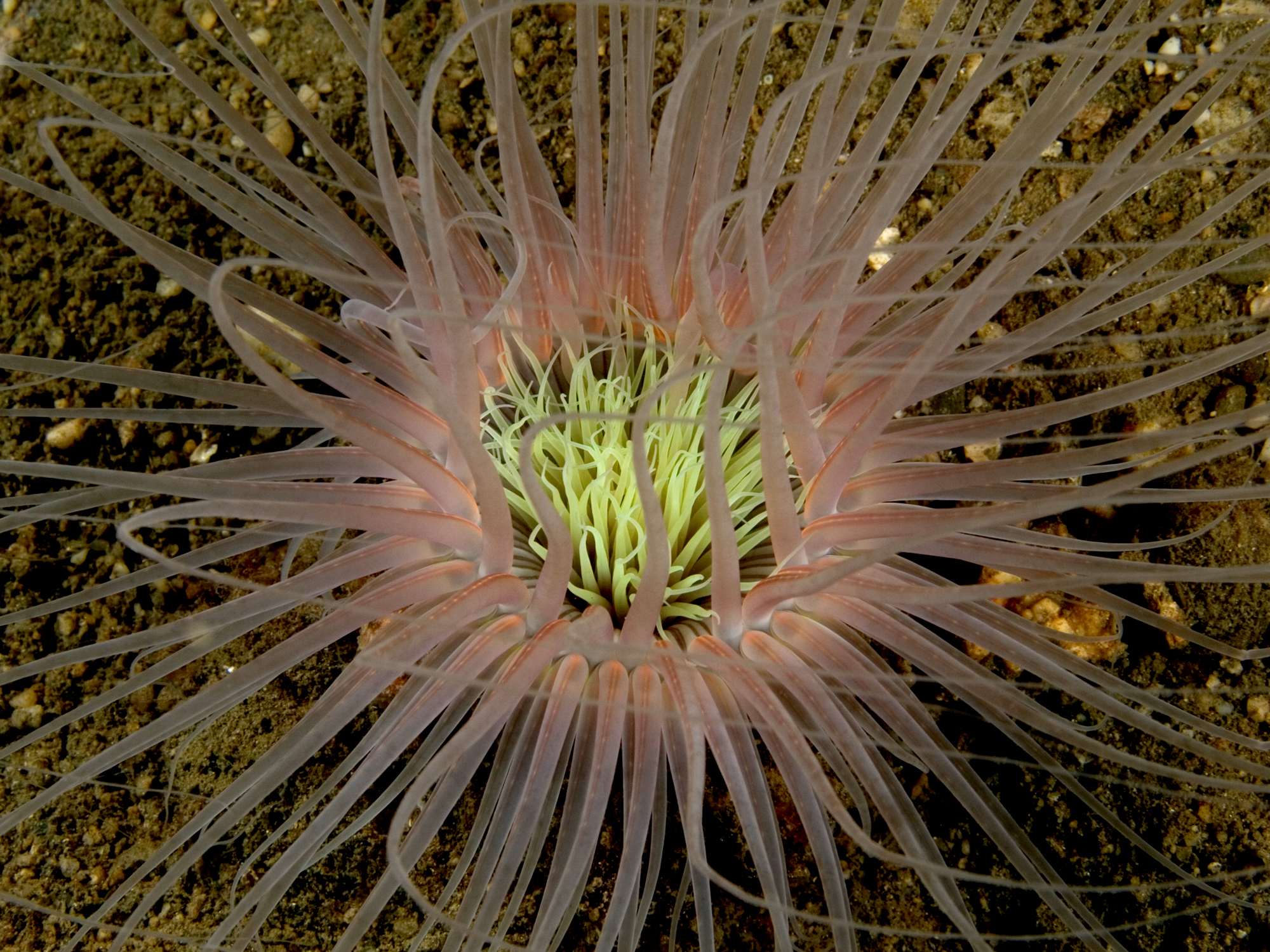
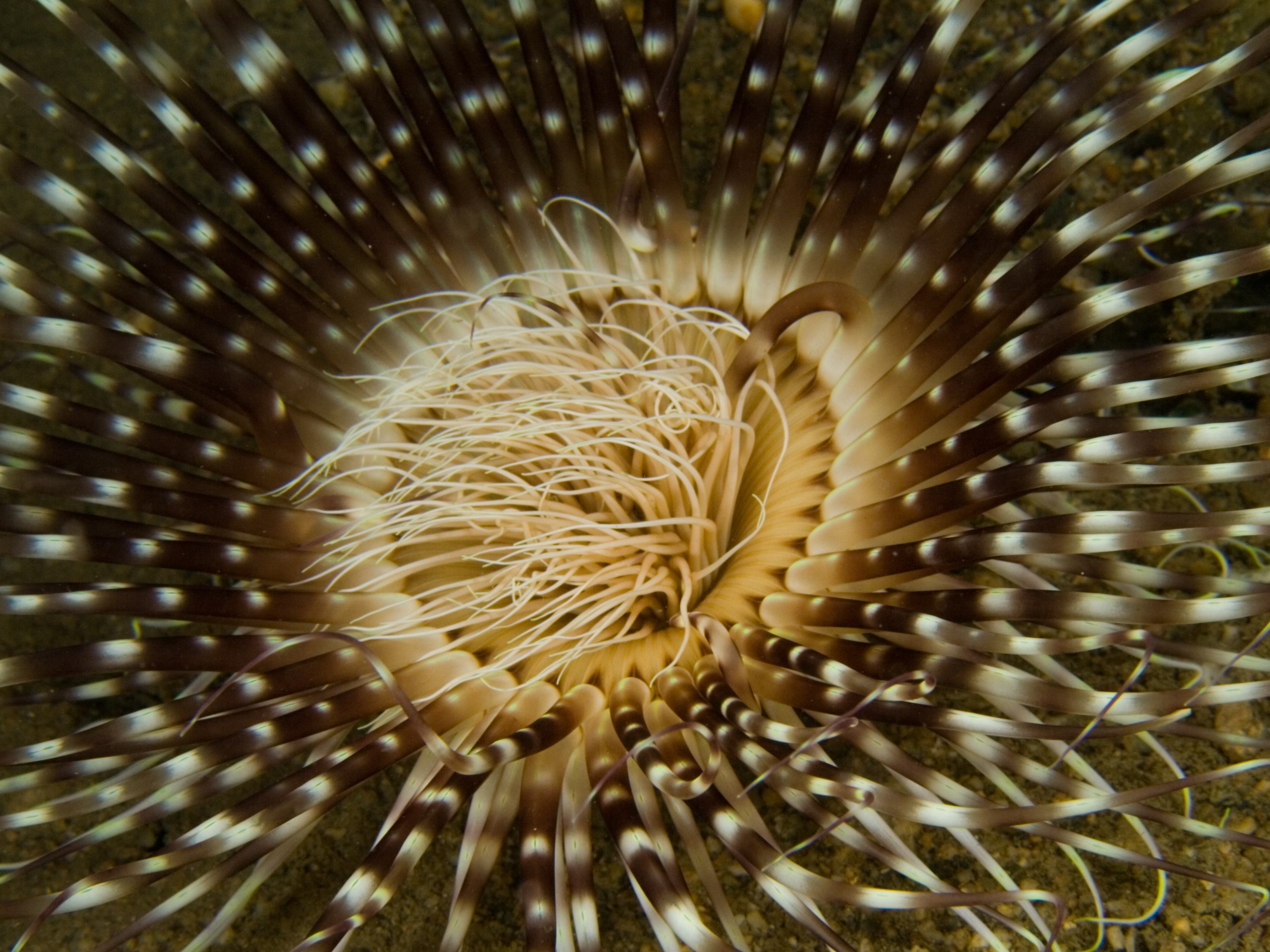
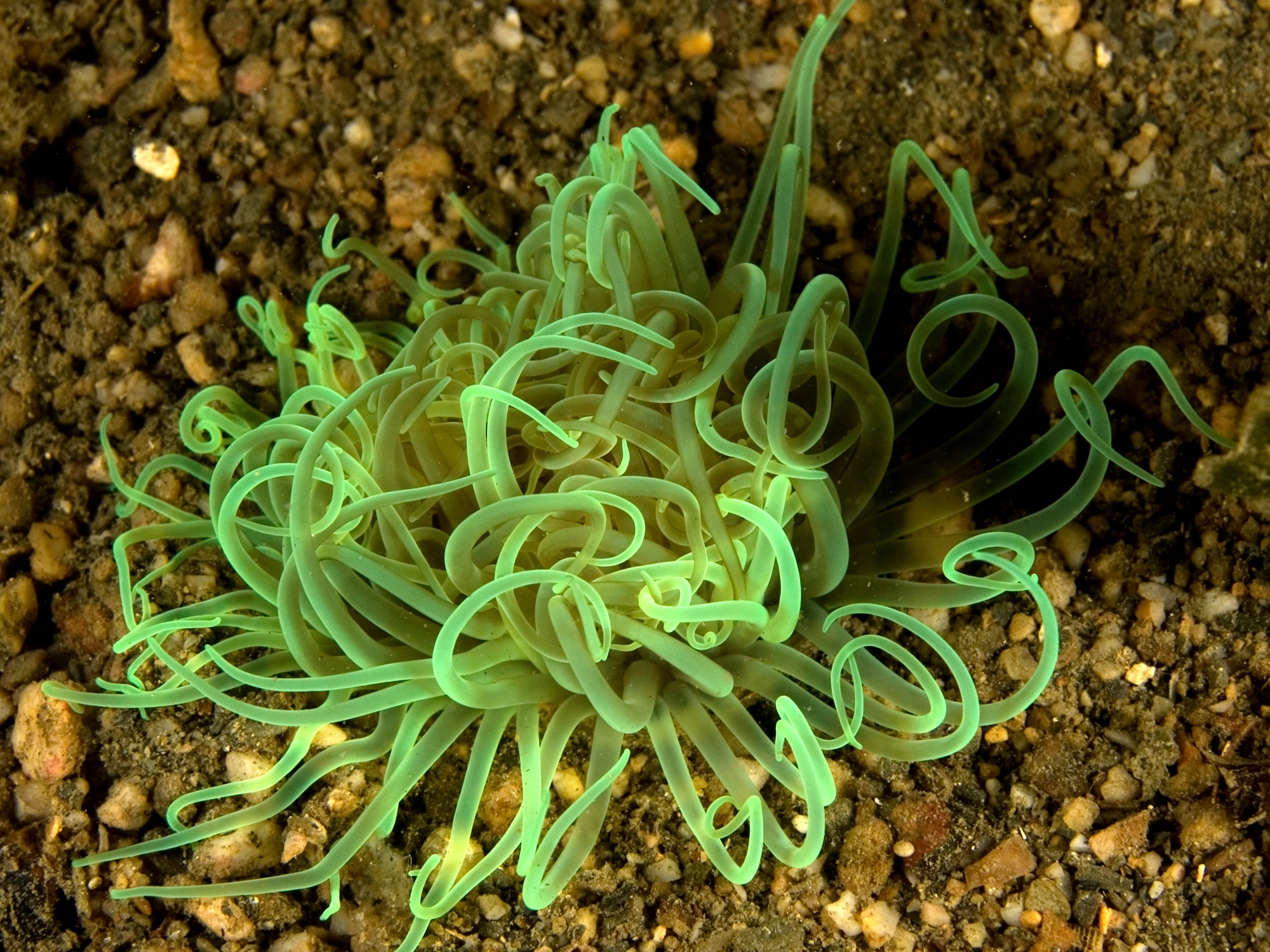
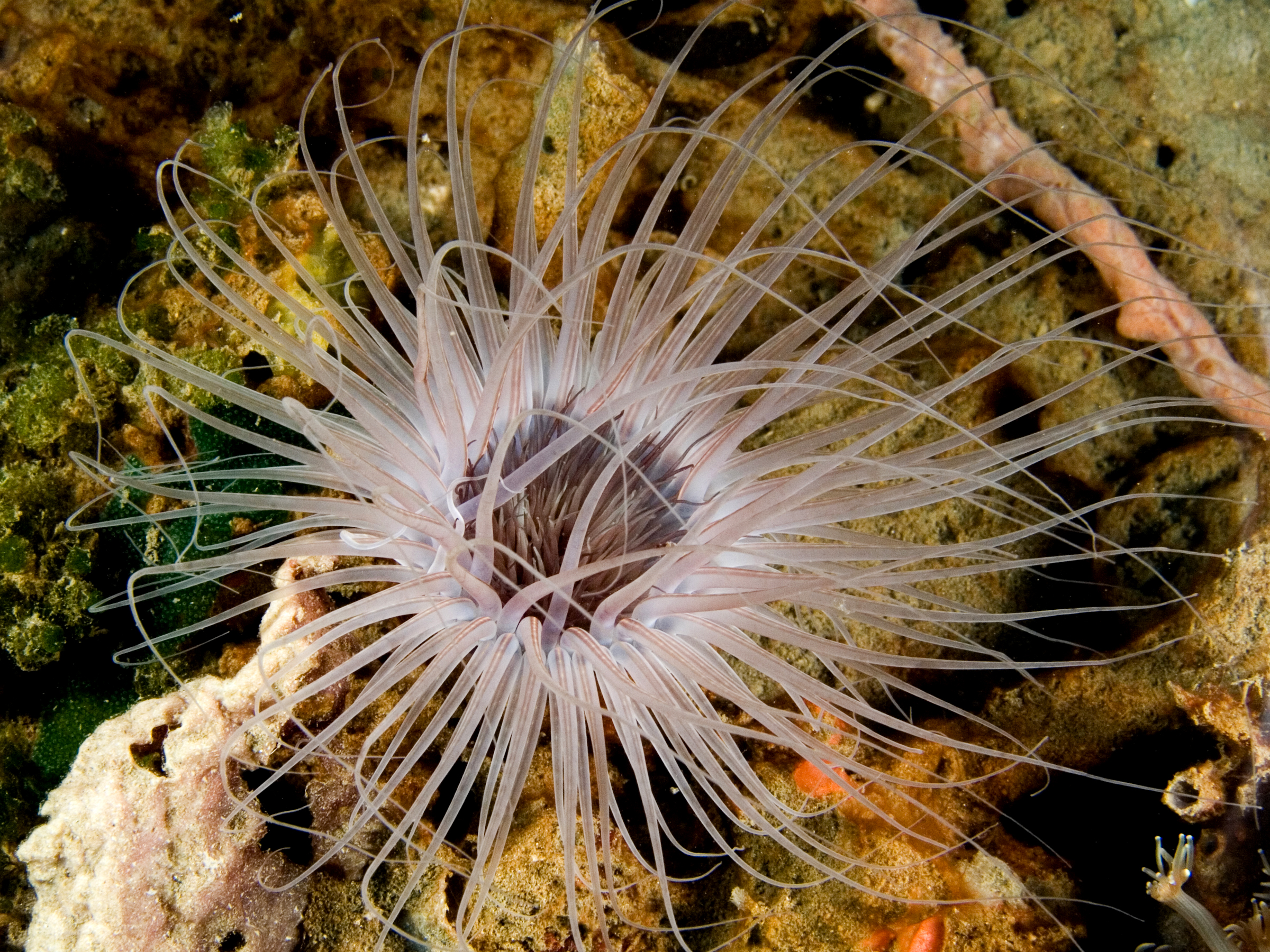